# Торубаров, Филипп Иосифович
Филипп Иосифович Торубаров (27 октября 1904 год, село Новая Мельница, Острогожский уезд, Воронежская губерния — 13 мая 1974 год, село Новая Мельница, Острогожский район, Воронежская область) — бригадир тракторной бригады Острогожской МТС, Воронежская область. Герой Социалистического Труда (1948).

## Биография
Родился 27 октября 1904 года в крестьянской семье в селе Новая Мельница Острогожского уезда (сегодня — Острогожский район) Воронежской губернии. Окончил профтехучилище № 29 в городе Россошь. Трудовую деятельность начал в 1924 году. Работал рядовым колхозником, бригадиром тракторной бригады Острогожской МТС.
В 1948 году удостоен звания Героя Социалистического Труда за получение высокого урожая зерновых культур.

## Награды
- Герой Социалистического Труда — указом Президиума Верховного Совета СССР от 7 мая 1948 года
- Орден Ленина